# Chontla
Chontla es una localidad del estado mexicano de Veracruz. Es cabecera del municipio de Chontla. Es la localidad más poblada del municipio con 2298 habitantes (1201 mujeres y 1097 hombres).

## Demografía
| Censo | Población |
| ----- | --------- |
| 1900  | 864       |
| 1910  | 1 349     |
| 1921  | 281       |
| 1930  | 489       |
| 1940  | 797       |
| 1950  | 1 201     |
| 1960  | 1 539     |
| 1970  | 1 780     |
| 1980  | 2 334     |
| 1990  | 2 183     |
| 1995  | 2 200     |
| 2000  | 2 241     |
| 2005  | 2 208     |
| 2010  | 2 320     |
| 2020  | 2 298     |